# فرودگاه دنقلا
فرودگاه دنقلا (به انگلیسی: Dongola Airport) یک فرودگاه همگانی با کد یاتا DOG است که یک باند فرود آسفالت دارد و طول باند آن ۳۰۰۰ متر است. این فرودگاه در شهر دنقلا کشور سودان قرار دارد و در ارتفاع ۲۳۶ متری از سطح دریا واقع شده‌است.